# Peter Bieri (personnalité politique)
Pour les articles homonymes, voir Peter Bieri et Bieri.
 (juin 2024).
Si vous disposez d'ouvrages ou d'articles de référence ou si vous connaissez des sites web de qualité traitant du thème abordé ici, merci de compléter l'article en donnant les références utiles à sa vérifiabilité et en les liant à la section « Notes et références ».
Peter Bieri, né le 21 juin 1952 à Winterthour, est une personnalité politique suisse, membre du Parti démocrate-chrétien.
Il siège au Conseil des États de 1995 à 2015 et le préside en 2007.

## Biographie
Originaire de Hünenberg et de Romoos, Peter Bieri étudie l'agronomie à l'École polytechnique fédérale de Zurich, dont il sort diplômé comme ingénieur agricole en 1978, et à l'Institut pour les sciences animales, où il obtient un doctorat en 1982.
Entre 1982 et 2009, il enseigne au centre cantonal de formation et de conseil agricole Schluechthof à Cham. Il préside également le Service d'information pour les transports publics LITRA.
Depuis le 23 janvier 1995, il représente le canton de Zoug au Conseil des États. Le 4 décembre 2006, il en est élu président pour un an. En sa qualité de conseiller aux États, il préside la commission de gestion en 1997-1999, la commission de la science, de l'éducation et de la culture en 2001-2003, la commission des transports et des télécommunications en 2007-2009, la délégation auprès auprès de l'Association européenne de libre-échange et du Parlement européen en 1997-1999 et la délégation de l'Assemblée fédérale auprès de l'Union interparlementaire en 2003-2005.
Peter Bieri est marié et père de quatre enfants. Au sein de l'armée suisse, il atteint le grade de major.